# Ferdinandusa rudgeoides
Ferdinandusa rudgeoides är en måreväxtart som först beskrevs av George Bentham, och fick sitt nu gällande namn av Hugh Algernon Weddell. Ferdinandusa rudgeoides ingår i släktet Ferdinandusa och familjen måreväxter. Inga underarter finns listade i Catalogue of Life.